# Alphidia purpurina
Alphidia purpurina es un coleóptero de la familia Chrysomelidae.
Fue descrita científicamente por primera vez en 1889 por Léon Fairmaire.